# Вільнюський старий театр
Вільнюський старий театр (лит. Vilniaus senasis teatras) — драматичний театр, що працює у центрі Вільнюса (Литва), на вулиці Йонаса Басанавічяуса, 13.
У трупі театру 36 акторів. Ставляться вистави за класичними і сучасними п'єсами зарубіжних і литовських авторів для дорослих і дітей. Вистави йдуть переважно російською мовою (іноді з литовськими субтитрами), інколи литовською.

## Історія

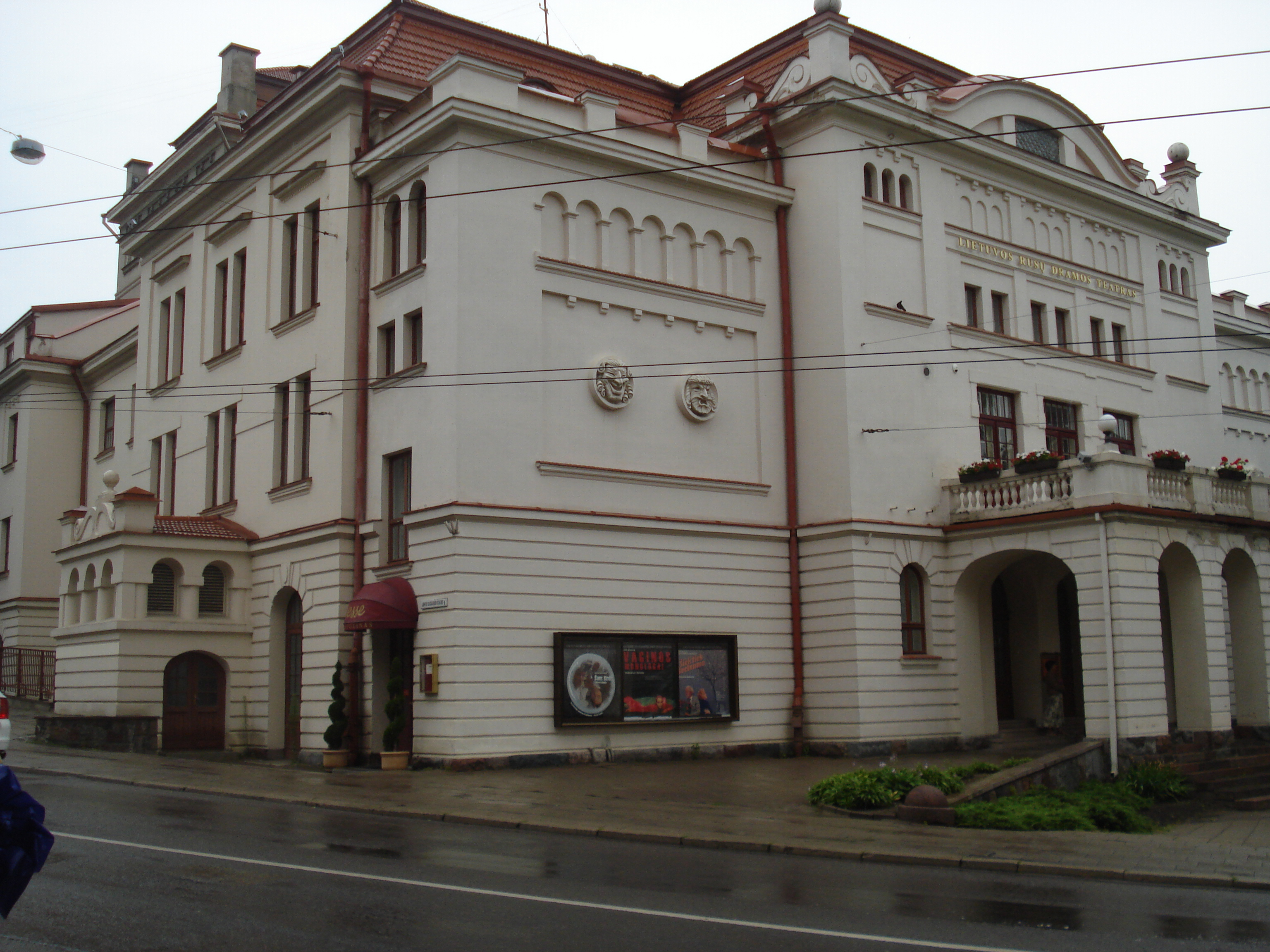
Будівля театру

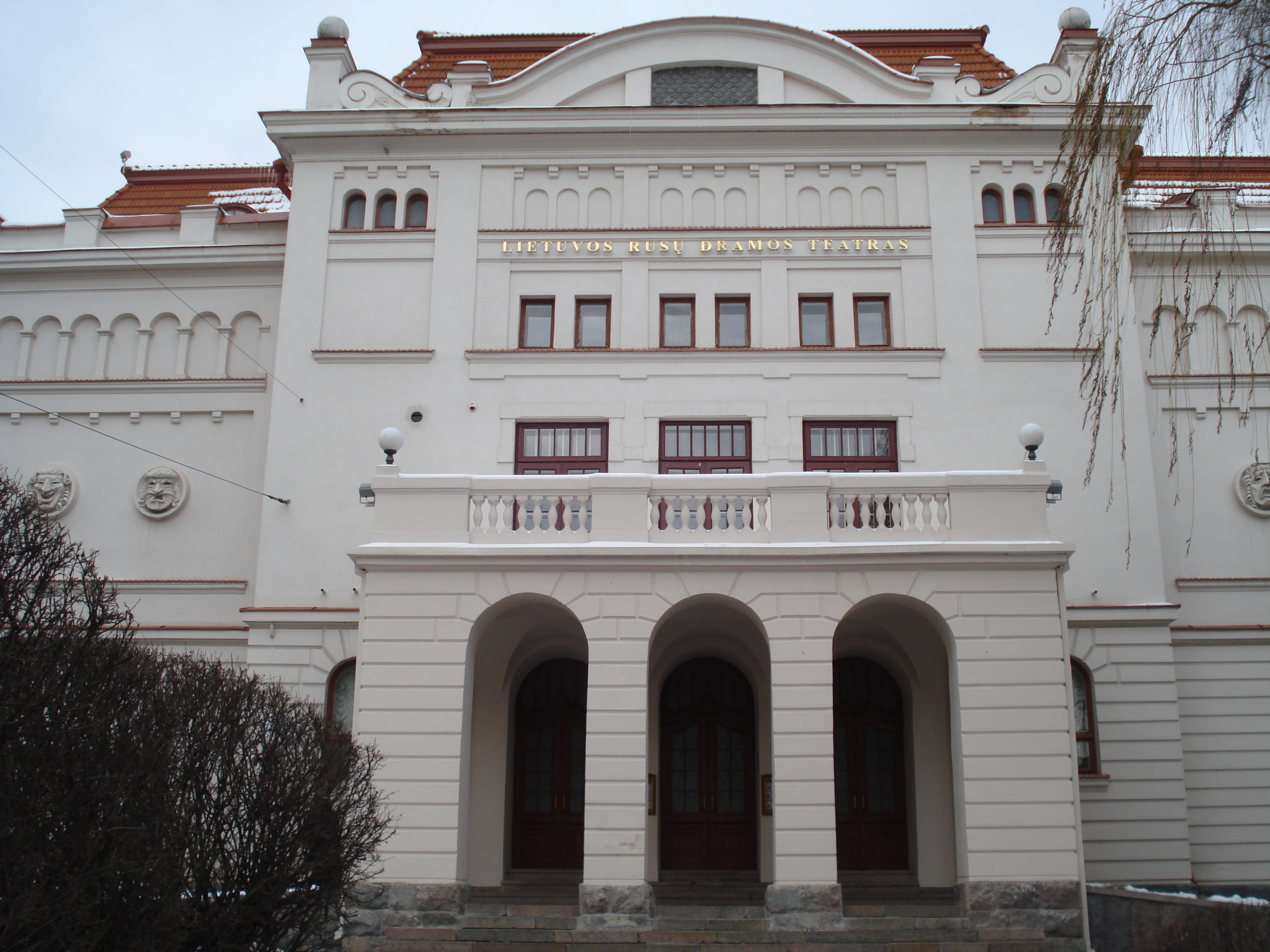
Головний фасад

Перша постановка постійної російської театральної трупи у Вільно відбулася 6 грудня 1864 року.
Під час Першої світової війни трупа розпалася.
Після совєцької окупації Литви окупаційна влада 6 липня 1945 ухвалила рішення про створення російського театру у Литві. Трупа формувалася з московських та ленінградських акторів, акторів низки периферійних театрів та випускників театральних училищ. Перші дві вистави готувалися у Москві, репетиції проходили в приміщенні клубу газети «Правда». Першу виставу театр показав 19 вересня 1946 року в приміщенні Вільнюського драматичного театру на проспект Гедиміна, 6.
З початку 1948 року театр працював у реконструйованій будівлі на вулиці Капсукаса, 4 (нині вулиця Йогайлос).
Спочатку театр називався «Вільнюський російський драматичний театр», з 1960 року мав назву «Державний російський драматичний театр Литовської РСР».
У травні 2022 року після початку широкомасштабного російського вторгнення в Україну розпочалися дискусії щодо необхідності перейменування театру.
13 вересня 2022 році наказом міністерства культури назву Литовського російського драматичного театру (ЛРДТ) було змінено на Вільнюський старий театр.

## Будівля
Багато років будівля театру була на вулиці Йогайла, а з середини 1980-х років колектив переїхав до історичної будівлі колишнього театру на Погулянці. Це найстаріша будівля театру в Литві, збудована спеціально для театральних потреб. Збудована вона у 1912—1913 рр. для Польського драматичного театру за проєктом архітекторів Вацлава Міхневича та Олександра Парчевського за ініціативи Іполіта Корвіна-Мілевського на кошти, зібрані тодішньою польською громадою Вільнюса. У будівлі помітні риси бароко і навіть романського стилю. Його відносять до «віслянського стилю».

## Керівники
- Артем Іноземцев
- Михайло Євдокимов
- 1988—1990 Володимир Єфремов
- 1990—1992 В'ячеслав Кокорін
- 1992—1999 Лінас Маріюс Зайкаускас
- 1999—2002 Володимир Тарасов
- 2002—2008 Тетяна Рінкявічене
- 2008—2018 Йонас Вайткус
- 2018—2023 Ольга Полєвікова[4]
- 2023-тепер Аудроніс Імбрасас